# Protasekretis
El protasekretis (Del griego: πρωτασηκρῆτις), que también se encuentra como protoasekretis (πρωτοασηκρῆτις) y latinizado a veces como protasecretis o protoasecretis, fue un alto funcionario de la burocracia bizantina. El título significa "primer asekretis", lo que ilustra su posición como jefe de la orden del asekretis, la clase superior de los notarios imperiales.
El puesto evolucionó gradualmente. Los primeros asekretis están atestiguados desde el siglo VI, y varios Patriarcas Ecuménicos de Constantinopla y un emperador, Anastasio II (r. 713-715), fueron sacados de sus filas. Aparte de las referencias posiblemente anacrónicas a que Máximo el Confesor era un protasekretis bajo el emperador Heraclio (r. 610-641), la primera aparición confirmada (como proto a secreta) proviene del Liber Pontificalis del año 756. Como jefe de la cancillería imperial (el sucesor efectivo del primicerius notariorum romano tardío), el cargo fue muy influyente: en el 899 Kletorologion de Filoteo, una lista de precedencia de los funcionarios imperiales bizantinos, se sitúa en séptimo lugar entre los sekretikoi, los ministros de finanzas del Estado. A partir de documentos y pruebas sigilográficas, el protasekretai tenía las dignidades de protospatharios, patrikios y anthypatos. Entre otros, el Patriarca Focio (858-867 y 877-886) ocupó el puesto.
Entre sus subordinados se encontraban no solo el asekretis, sino también la clase inferior de los notarios imperiales, bajo su dirección, el protonotarios, así como el funcionario conocido como dekanos, puesto "a cargo de los papeles imperiales" según el De Ceremoniis del emperador Constantino VII Porfirogéneta (r. 913-959). El protasekretis parece haber estado también a cargo de la preparación de los crisobulos imperiales. Sin embargo, después de 1106 fue trasladado de la cancillería y asumió funciones judiciales, encabezando uno de los más altos tribunales del Imperio Bizantino, junto con los eparchos, los megas droungarios tes viglas, los dikaiodotes, los koiaistor, los epi ton kriseon, y los katholikos, que dirigían el tribunal de asuntos fiscales (demosiaka pragmata). Aunque la clase de asekretis no está atestiguada después del siglo XII, el puesto de protasekretis sobrevivió hasta el período paleólogo.